# Chō Kōran
Chō Kōran  (張 紅蘭?, Chō Kōran) (Sone, 1804 – Kyoto, 1879) è stata una poetessa e artista giapponese, conosciuta per la sua vasta produzione poetica, il suo studio delle arti cinesi e i suoi dipinti a inchiostro in stile bunjinga.

## Biografia
Kōran nacque nel 1804 nel villaggio di Sone, nella provincia di Mino (attuale Prefettura di Gifu) da una famiglia di samurai. I genitori, diversamente dai costumi dell'epoca, incoraggiarono la sua educazione, affidandola alle cure dello zio, un prete del tempio Kakeiji, che le insegnò a leggere e scrivere in cinese. 
Un anno dopo la morte della madre, avvenuta quando Kōran aveva solo 13 anni, le fu permesso di frequentare una scuola privata del villaggio, chiamata Rikasonsō. Il fondatore della scuola era il poeta Yanagawa Seigan (1789-1858), cugino di secondo grado di Kōran, da cui la ragazza apprese la poesia cinese, o kanshi. I due iniziarono una relazione amorosa e si sposarono quando Kōran aveva diciassette anni.
Anche dopo il matrimonio Seigan continuò a incoraggiare gli studi di Kōran su poesia cinese, arte, e letteratura. Influenzata dal marito, la poesia di Kōran mostra aspetti di varie tradizioni cinesi, come quelle delle dinastie Tang, Song, e Qing. Kōran divenne membro della società letteraria del marito, Hakuōsha, i cui componenti si incontravano una volta al mese nel tempio Jissōji, a Ōgaki. Alla Società apparteneva anche un'altra donna, Ema Saikō, più vecchia di Kōran di diciassette anni, che divenne un modello importante per la ragazza.
Nel 1822 la coppia decise di intraprendere un viaggio verso ovest, incoraggiata dall'amico filosofo, artista e poeta Rai San'yō. Il viaggio si dimostrò arduo per Seigan e Kōran, i quali, sebbene non disponessero di molto denaro, si affidarono all'ospitalità di altri intellettuali. Così facendo, i due allargarono molto la cerchia delle loro conoscenze, e vennero in contatto con le innovazioni introdotte dagli stranieri in Giappone.

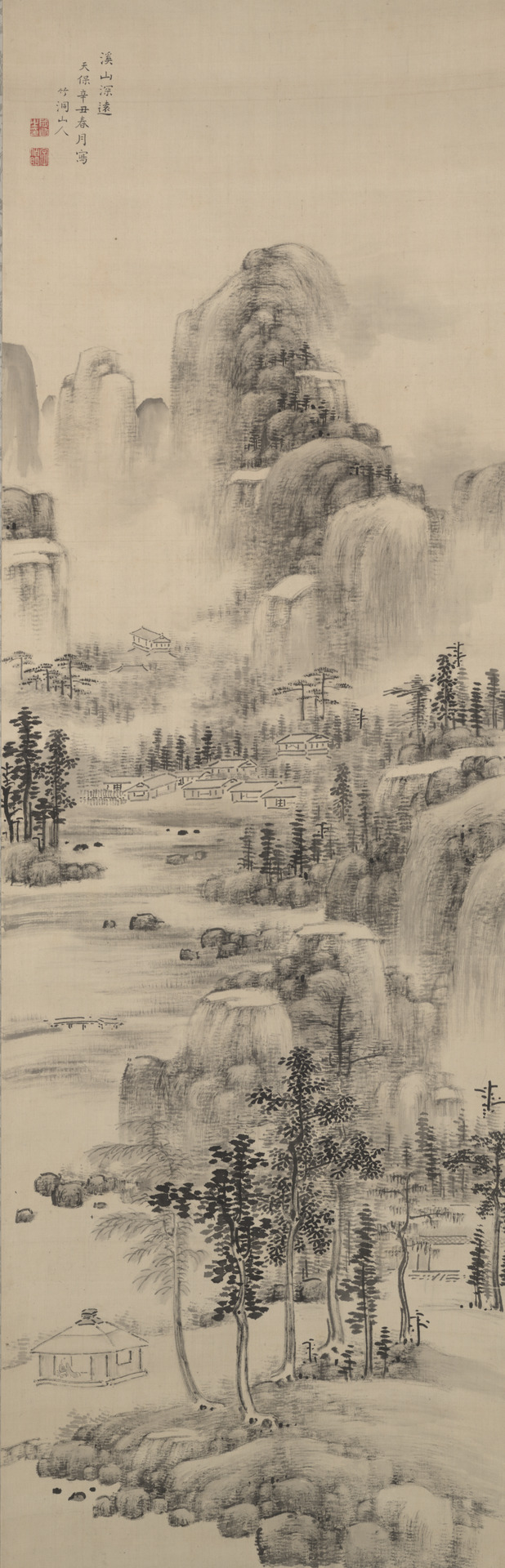
Dipinto in stile sumi-e, a cui si ispirano molte opere di Kōran

A Okayama la coppia incontrò Kan Chazan, uno dei più famosi scrittori di kanshi, il quale li convinse ad andare nella città di Nagasaki, nel Kyūshū. Durante il viaggio si fermarono a Hiroshima, dove rimasero per tre mesi, per far visita ad altri intellettuali, e a Mihara, dove restarono fino alla fine del 1823.
Giunti a Nagasaki, al tempo l'unico porto giapponese aperto al commercio con l'estero, fecero amicizia con un mercante cinese di Suzhou, Chiang Yün-ko (Kō Unkaku in giapponese), esperto di pittura e poesia. L'opportunità di conoscere persone cinesi e venire a contatto con i dipinti bunjin giapponesi stimolò l'interesse di Kōran per la pittura: molte delle sue prime opere risalgono a questo periodo.
Nel 1824 Seigan e Kōran lasciarono Nagasaki. Sulla strada del ritorno, continuarono a far visita a poeti e intellettuali, e il talento artistico e poetico di Kōran divenne riconosciuto tra feudatari e altri letterati. La coppia fece ritorno nel paese natale nel 1826, per poi trasferirsi l'anno successivo a Kyoto, dove si guadagnò da vivere attraverso lezioni di pittura, calligrafia e poesia, e la vendita dei dipinti. Seigan e Kōran approfondirono l'amicizia con Rai San'yō, che li aiutò presentandoli agli intellettuali della vecchia capitale. Attorno agli anni 1827-1828, Kōran divenne allieva del pittore Nakabayashi Chikuto, dal quale imparò a dipingere i soggetti cinesi di fiori e uccelli. Sotto la guida di questi, Kōran cominciò anche ad esplorare i dipinti paesaggistici in stile sumi-e (墨絵, pittura a inchiostro e acqua).
Nel 1830, Kōran e Seigan vissero brevemente a Hikone, per poi tornare a Kyoto, e infine decidere di trasferirsi a Edo (moderna Tokyo) nel 1832. Al tempo Kōran era abbastanza conosciuta a Kyoto, e fu inclusa nel 1830 nel Heian Jinbutsu shi, la lista di artisti bunjinga del periodo, grazie al quale la sua reputazione continuò a crescere nel mondo artistico di Edo. Nel 1837, un suo dipinto fu pubblicato nello Hyaku meika gafu (Album di calligrafia e pittura di cento artisti), e nel 1841, fu pubblicata una collezione di 130 sue poesie intitolata Kōran Koshū.  Inoltre, a Edo, Seigan, con l'aiuto di Kōran, aprì un'accademia privata chiamata Tamaike-Ginsha.
Nonostante lo stile di vita di Kōran non fosse convenzionale per l'epoca, la donna non mise mai in discussione il ruolo di donna e moglie impostole dalla società, e lamentò spesso il fatto di non poter avere figli.
A Edo la coppia cominciò a interessarsi della situazione politica del periodo. La sconfitta della Cina nella Guerra dell'Oppio e il crescente potere delle nazioni occidentali in Asia avevano messo il Giappone in stato d'allerta; inoltre cresceva il malcontento e la sfiducia dei giapponesi verso lo shogunato. Seigan e Kōran iniziarono a sostenere gli ideali e le cause di persone invise allo shogunato Tokugawa, come Fujita Tōko, secondo il quale il Giappone avrebbe dovuto migliorare le proprie difese nazionali usando tecnologie occidentali, Sakuma Shōzan, e Watanabe Kazan, arrestato nel 1838 per il suo apprezzamento dell'Occidente. Temendo che il governo li sospettasse di attività sovversive, nel 1845 Seigan e Kōran lasciarono Edo per tornare a Ōgaki. 
Rimasero a Ōgaki per un anno e Kōran si riavvicinò alla poetessa Ema Saikō, con cui strinse una profonda amicizia e iniziò un intenso scambio di lettere e poesie. Inoltre, nel 1846, durante un viaggio a Tsu, Kōran iniziò a studiare il guqin, anche detto ch'in, una cetra cinese a sette corde.
Nel 1846 la coppia tornò a Kyoto, dove Kōran riprese a frequentare Chikuto e gli altri artisti del suo circolo. Tuttavia, nonostante il talento artistico e poetico di Kōran, diversi intellettuali faticavano ad accettare una donna nei loro circoli. Kōran fece amicizia con un'altra donna, Yoshida Shuran, anch'essa allieva di Chikuto e suonatrice del guqin, la quale appare spesso nelle poesie dell'artista.
A Kyoto, Kōran approfondì i suoi studi, leggendo libri su Taoismo e divinazione, e produsse la maggior parte delle sue poesie e dei suoi dipinti. Continuò, inoltre, lo studio del guqin, arrivando persino a vendere i propri vestiti per poter comprare uno strumento di buona qualità.
Dopo la forzata apertura del Giappone verso l'estero, avvenuta coi Trattati Ineguali del 1854 con le potenze occidentali, le agitazioni politiche nel paese si intensificarono; molti oppositori dello shogunato si radunarono a Kyoto, dove la residenza Yanagawa divenne luogo di incontro per coloro che auspicavano la riforma e il ritorno del potere all'imperatore. Seigan fu coinvolto nel tentato assassinio di Manabe Akikatsu, ufficiale dello shogunato, pianificato dal lealista Yoshida Shōin nel 1858, ma morì di colera tre giorni prima del suo arresto, durante l'epurazione Ansei. Kōran fu quindi arrestata al posto del marito e tenuta prigioniera per sei mesi, durante i quali rifiutò di fornire informazioni sulle attività dei lealisti. 
Nel 1859, dopo il suo rilascio, Kōran visse per un breve periodo nella casa di una sua allieva, per poi ritirarsi nel 1860 nella sua vecchia casa sul fiume Kamo. Qui, fondò una scuola privata femminile, dove insegnò poesia cinese. Tra le sue studentesse c'era anche Miwada Masako, che in seguito fondò la Scuola Femminile Miwada. Kōran rimase attiva nei circoli culturali di Kyoto e la sua reputazione artistica crebbe ancora di più. Continuò a dipingere sia per l'amore per l'arte, che per necessità, in quanto la vendita delle sue opere era la sua unica fonte di sostentamento.  Nel 1869, il nuovo governo premiò la fedeltà di Kōran per il marito con uno stipendio di riso, che le permise di sopravvivere senza dover vendere i propri dipinti. 
Nel 1877 tornò a Ōgaki per visitare la famiglia di Seigan, e vi rimase diversi mesi. Tornata a Kyoto, morì due anni più tardi, all'età di 75 anni.
A Ōgaki, vicino al tempio Kakeiji, è tuttora presente una sala commemorativa dedicata a Seigan e Kōran.

## Stile e Opere

### Poesia
Kōran cominciò a studiare la poesia cinese, o kanshi, da Yanagawa Seigan, prima suo insegnante, poi marito. Influenzata da Seigan, la poesia di Kōran mostra aspetti di varie tradizioni cinesi, specialmente quelle delle dinastie Tang, Song, e Qing.
La coppia viaggiò molto per il Giappone, incontrando altri poeti e intellettuali come Kan Chazan, famoso autore di kanshi. Nonostante Kōran fosse orgogliosa del suo stile di vita, soffriva spesso la nostalgia di casa, e durante uno dei suoi viaggi scrisse una poesia che rifletteva il suo stato d'animo:
Flowers wither, but a fresh green appears;

Each time the change of seasons causes tears to stain my clothes.

I remember cherries and bamboo shoots being prepared in the kitchen far away,

My sisters and family lack one member.»
I fiori appassiscono, ma un fresco verde compare,

Ogni volta che le stagioni cambiano, le lacrime bagnano i miei abiti.

Mi rammento di ciliegie e germogli di bambù preparati nella cucina lontana,

Alle mie sorelle e alla mia famiglia manca un membro.»
Uno dei suoi primi dipinti, risalente al 1924, si intitola Farfalle ed è accompagnato da una lunga poesia:
Each one as vivid as cut-out rosy clouds.

I know that the spring god cherishes them very much

And especially sends spring to the domain of the lord of pollen. 

Low they fly and gently dance to and fro, 

I sigh over such a vast expanse of springtime scenery.

Which family has a refined daughter to prepare the brush?

She should paint these browlike moths as they are.

Plants on the old terrace are covered with mist;

Green mounds of a thousand ages are things of the past.

I love their pure spirit that cannot be scattered by the breeze - 

They fly everywhere together in the spring wind.»
Ognuna vivida come nuvole rosee ritagliate.

So che il dio della primavera le ama moltissimo

E manda appositamente la primavera nel regno del signore del polline.

Basso volano e danzano dolcemente avanti e indietro

Sospiro a causa di tale vasta distesa di scenari primaverili.

Quale famiglia ha una figlia raffinata per preparare il pennello?

Dovrebbe dipingere queste falene così come sono.

Le piante sulla vecchia terrazza sono coperte di nebbia;

I tumuli verdi di mille anni sono cose del passato.

Amo il loro spirito puro che non può essere disperso dalla brezza -

Vanno insieme ovunque nel vento di primavera.»
Durante gli anni di viaggio Kōran dimostrò una grande conoscenza della letteratura cinese tramite le sue poesie, paragonandosi, talvolta, a importanti figure femminili della tradizione letteraria cinese. Nella composizione Pensieri sul Ritorno, Kōran allude al famoso poema cinese su Hua Mulan, La ballata di Mulan, mentre nella poesia Esprimere i sentimenti durante il viaggio, l'artista si paragona a Wen-chi, donna della dinastia Han costretta a vivere con un capo unno per dodici anni.
Kōran divenne conosciuta e apprezzata per i suoi dipinti e le sue poesie e, nel 1841, a Edo, fu pubblicato il Kōran Koshū, una raccolta di 130 sue poesie.
Nonostante il suo stile di vita poco convenzionale per una donna dell'epoca, Kōran accettava il suo ruolo di donna e moglie. Una poesia che scrisse quando aveva trentanove anni esemplifica il suo pensiero:
And add fallen leaves to the firewood which furnishes fuel for cooking lunch.

Do not laugh at my trifling mind inclined toward hard work and frugality.

What is the merit of being a wife besides this?»
E aggiungo foglie secche alla legna da ardere che mi fornisce il combustibile per cucinare il pranzo.

Non ridere della mia mente insignificante incline al duro lavoro e alla frugalità.

Qual è il merito dell'essere moglie se non questo?»
All'età di quarant'anni scrisse un'altra poesia lamentandosi del fatto che non poteva avere figli, evidenziando ancora quanto fosse importante per lei adempiere al ruolo di moglie.
Nel 1846, Kōran e Seigan si trasferirono a Kyoto, dove Kōran fece amicizia con Yoshida Shuran, la quale compare in molte poesie di Kōran del periodo. Una di tali poesie parla della fioritura dei ciliegi, e gli ultimi due versi alludono a Shuran:
I welcome my female friend, and we celebrate by drinking sake while viewing the blossoms.»
Accolgo la mia amica e festeggiamo bevendo sake mentre guardiamo i boccioli.»
A Kyoto Kōran scrisse la maggior parte delle sue poesie; nella raccolta di poesie Kōran Ikō sono raccolte molte informazioni sulle persone che incontrò, i luoghi che visitò, e le attività a cui partecipò dal 1841 in poi. I temi delle sue composizioni erano spesso ispirati alla natura, come esemplificato nella poesia A summer's day miscellany at the Kamogawa Residence:
Veils of light mist envelop the curving inlet,

Weeping willows are luxuriantly green and pomegranate blossoms red.

With bamboo blinds half rolled up, for a time I do nothing,

Sitting and facing the mountains during the spring rains.»
Veli di leggera nebbia avvolgono il curvo ingresso,

I salici piangenti sono di un verde lussureggiante e i fiori di melograno sono rossi.

Con le tende di bambù arrotolate a metà, per un po' non faccio niente,

Seduta e rivolta verso le montagne durante le piogge primaverili.»
Lo studio della pittura cinese portò Kōran ad apprezzare molto la tradizione dei paesaggi monocromi cinesi. In diverse poesie descrive e loda i paesaggi dipinti da Huang Gongwang e le rappresentazioni dei fiori di prugno di Wang Mien. In una poesia Kōran riprese la dichiarazione di Su Shi, "Se qualcuno discute di pittura solo in termini di somiglianza formale, la sua comprensione è quasi come quella di un bambino":
Under the window I burn incense and read the Women's Admonishments.

Who speaks of painting only in term of resemblance?

The tip of my brush records the essence of winter.»
Sotto la finestra brucio incenso e leggo gli Ammonimenti delle Donne.

Chi parla di pittura solo in termini di somiglianza?

La punta del mio pennello trasmette l'essenza dell'inverno.»
A Kyoto, Kōran cominciò ad aggiungere composizioni poetiche ai suoi dipinti, accrescendo lo spirito bunjin delle opere. Un esempio è la poesia allegata ad un dipinto di un paesaggio di montagna del 1848:
From ancient times, the hidden and obvious are naturally distinguished.

Putting away my ch'in and books I go outside,

Desiring to enter the mountains and lie down amidst the white clouds.»
Dai tempi antichi, ciò che è nascosto e ciò che è ovvio sono naturalmente distinti.

Dopo aver messo via il mio Guqin e i libri esco,

Desiderosa di addentrarmi sulle montagne e stendermi tra le bianche nuvole.»
Sul dipinto Paesaggio Invernale del 1855 Kōran allude a Wang Wei, artista cinese dell'ottavo secolo:
Rich lustre shines to the limits of nature's beauty.

Tzu-yu turning back his boatand Huo-jan on his travels -

Together they enter a scene worthy of the poet-painter Wang Wei.»
Lustro ricco brilla ai limiti della bellezza della natura.

Tzu-yu voltando indietro la sua barca e Huo-jan nei suoi viaggi -

Insieme entrano in una scena degna del poeta-pittore Wang Wei.»

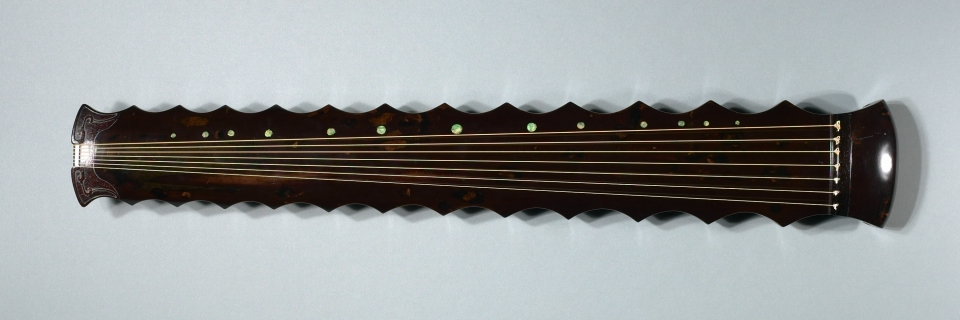
Il guqin è lo strumento musicale a cui Kōran dedica la poesia Canzone dell'acquisto del guqin

La passione per la musica e per il guqin erano un altro importante tema nella poesia dell'artista. Nella poesia Canzone dell'acquisto del guqin viene descritta l'occasione dell'acquisto di un antico guqin da un mercante di Kyoto nel 1852:
In the summer of 1852, in the fourth month,

A merchant came boasting about the ch'in he was carrying.

"Such an instrument is rare in this world -

The cracks in the old lacquer are thinner than hair."

Oh, I have desired such a ch'in for a long, long time -

How could I foresee that one day I would see such a rare thing?

Its ancient spirit is majestic, reaching out to touch mankind,

My eyes are ecstatic, my heart jubilant, and my lips speechless.»
Nell'estate del 1852, nel quarto mese,

Un mercante arrivò vantandosi del guqin che portava.

"Un tale strumento è raro in questo mondo -

Le crepe nella vecchia vernice sono più sottili dei capelli."

Oh, desideravo un tale guqin da tanto, tanto tempo -

Come potevo prevedere che un giorno avrei visto un oggetto così raro?

Il suo antico spirito è maestoso, teso a toccare l'umanità,

I miei occhi sono estatici, il mio cuore festoso e le mie labbra senza parole.»
Con la forzata apertura del Giappone causata dai Trattati Ineguali e la crisi dello shogunato, le poesie di Kōran cominciano a riflettere lo stato d'angoscia e insicurezza condiviso dalla maggior parte dei giapponesi del periodo.
While viewing maples we debate how our country should be ruled.»
Mentre osserviamo gli aceri discutiamo su come dovrebbe essere governato il nostro paese.»
Nel 1858 Kōran fu arrestata al posto del marito Seigan, morto poco prima, per attività sovversive contro lo shogunato Tokugawa. In prigione continuò a scrivere e dipingere, e un esempio delle poesie scritte durante la detenzione è Written in Jail, inclusa nel Kōran Ikō:
Who holds up the net of dust confining this lonely bird?

Forbidden to dance or fly, the prisoner finds captivity difficult.

That honor is disgraced and love is humiliated - this is part of life.

Who can be certain about what is unpredictable.»
Chi sostiene la rete di polvere che imprigiona questo uccello solitario?

Proibitogli di ballare o volare, il prigioniero trova difficile la cattività.

Che l'onore sia disonorato e l'amore sia umiliato - ciò fa parte della vita.

Chi può essere sicuro di ciò che è imprevedibile.»
Un altro esempio di poesia aggiunta a un dipinto si trova sul rotolo appeso intitolato Bambù e Roccia, nel quale Kōran loda la forza e l'abilità di ringiovanimento della pianta:
They resemble, in their profusion, frivolous people.

Who notices that this "gentleman" can be strong and upright,

Creating spring amidst the hills even in the eighth month.»
Assomigliano, nella loro profusione, alle persone frivole.

Chi si accorge che questo "gentiluomo" può essere forte e dritto,

E crea la primavera tra le colline anche nell'ottavo mese.»
Al dipinto intitolato Paesaggio della Villa del Pruno, Kōran aggiunge una poesia in cui elogia gli alberi di prugne e si paragona ad essi, come un presagio di primavera che resiste il gelo:
The lonely nightingale has not yet begun to sing.

Before the arrival of spring, one snowy branch

Blossoms a little, sending forth its fragrance three li.

Silently its shadow moves with the help of the wind;

Its most cherished moment comes when whitened by the moon.

Most people have eyes for only bright reds and purples -

Who can believe that this jade lady endures the frost?»
L'usignolo solitario non ha ancora iniziato a cantare.

Prima dell'arrivo della primavera, un ramo innevato

Fiorisce un po', mandando il suo profumo a tre li di distanza.

In silenzio la sua ombra si muove con l'aiuto del vento;

Il suo momento più caro giunge quando è illuminato dalla luna.

La maggior parte delle persone ha occhi solo per rossi e viola brillanti -

Chi può credere che questa signora di giada sopporti il gelo?»

### Pittura
Kōran non ricevette un'educazione formale in pittura da ragazza e sembra che, inizialmente, avesse imparato a dipingere soggetti cinesi studiando manuali come il Jieziyuan Huazhuan (Manuale del Giardino dei Semi di Mostarda) e il Pa-chung hua-p'u (Otto Album di Pittura).

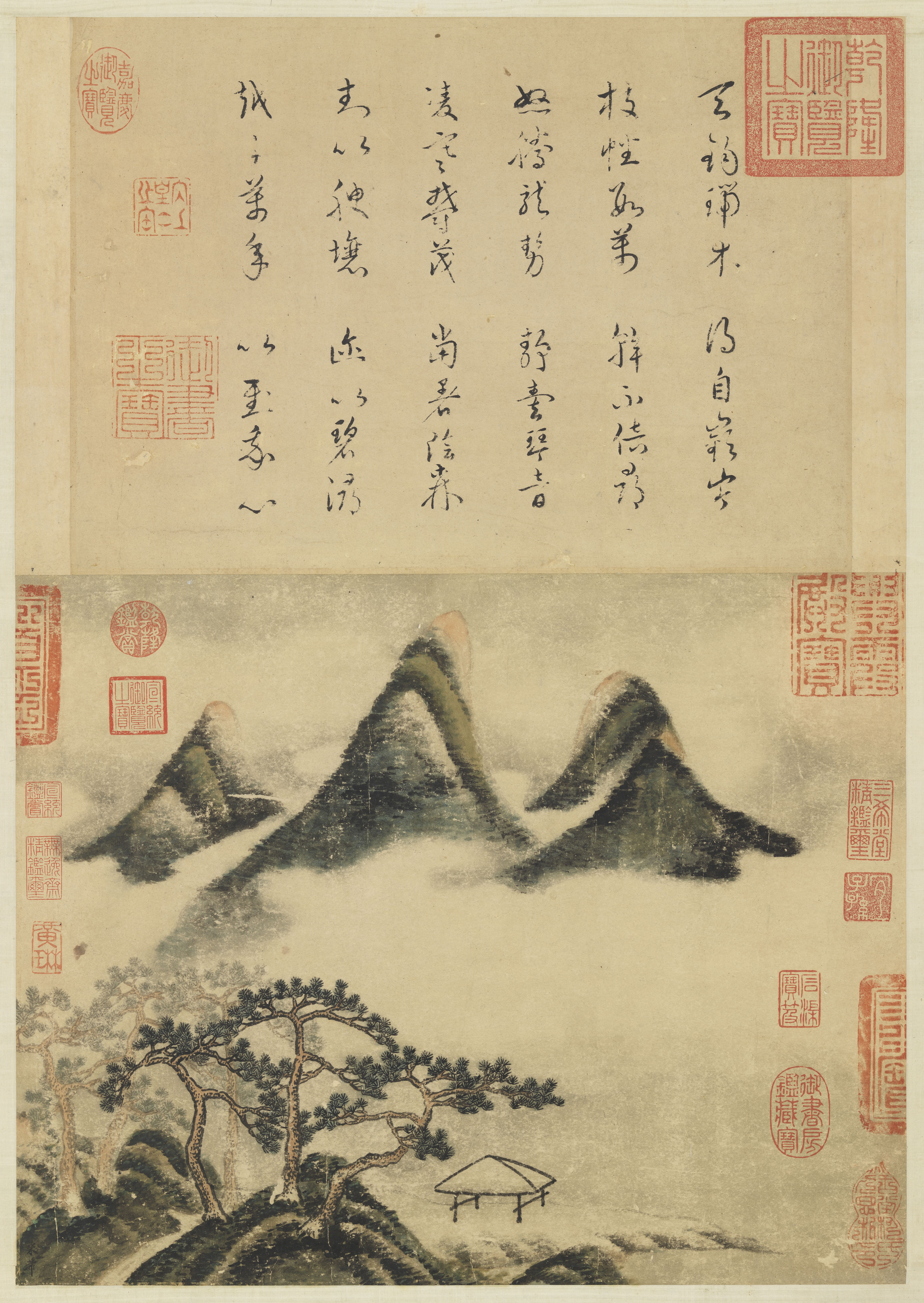
Dipinto del maestro cinese Mi Fu (circa 1100), che influenzò la produzione artistica di Kōran

A Nagasaki Kōran poté frequentare artisti cinesi e artisti bunjin giapponesi, fatto che fece aumentare il suo interesse per la pittura. I dipinti risalenti a questo periodo sono per la maggior parte rappresentazioni decorative di fiori e uccelli, caratterizzati da una combinazione di inchiostro, pigmenti minerali e oro. Uno dei temi più numerosi nelle sue opere erano le farfalle, soggetto popolare nei dipinti cinesi, esemplificato nel dipinto Farfalle del 1824.
Negli anni 1827-28 Kōran divenne studentessa del pittore Nakabayashi Chikuto, da cui apprese a dipingere il tema di fiori e uccelli secondo la modalità cinese. Imitando la tecnica del maestro, l'organizzazione dei suoi dipinti diventa più complessa e il design più sofisticato, come in Due uccelli appollaiati su una roccia, del 1829, anche se le sue pennellate erano ancora rigide rispetto a quelle del maestro. Sotto la guida di Chikuto, Kōran iniziò anche ad esplorare i dipinti paesaggistici in stile sumi-e, un cui esempio e il suo Paesaggio in stile Mi Fu (Mi Fu era un maestro cinese della dinastia Song.)
Siccome al tempo i pittori giapponesi consideravano il modello cinese come il migliore e molti di essi si dedicavano solo alla riproduzione di tale modello, anche le opere di Kōran erano caratterizzate da composizioni organizzate secondo modelli standard e pennellate controllate e sistematiche. Nonostante il tentativo di evocare lo spirito dei dipinti cinesi, però, i dipinti di Kōran, e dello stesso Chikuto, tradiscono la sensibilità giapponese per gli effetti decorativi.
Nel 1830 Kōran venne inclusa nel Heian jinbutsu shi, e un suo dipinto con soggetto il bambù fu pubblicato nel Hyaku meika gafu del 1837.
Dopo aver imparato le basi della pittura da Chikuto, Kōran sviluppò uno stile proprio, con rimandi a quello del maestro, ma distaccandosi dalla mera imitazione. In suo dipinto paesaggistico del 1848 si può notare la differenza con il Paesaggio in stile Mi Fu: il tema è sempre la montagna, ma le tecniche e il sentimento trasmesso sono completamente diverse. Da questo periodo in poi, inoltre, Kōran inizia a integrare i suoi dipinti con poesie.
Dopo essere stata arrestata nel 1858, continuò a dipingere persino in carcere. Dopo la morte di Seigan, Kōran divenne più prolifica in pittura, sia perché non viveva più nell'ombra del marito, sia perché la vendita dei dipinti era la sua unica fonte di sostentamento. Un dipinto paesaggistico del 1869 mostra ancora una composizione convenzionale, ma la tecnica e le pennellate sono più raffinate rispetto ai dipinti precedenti.
Nel 1869 il governo premiò Kōran con uno stipendio di riso per due persone, che le permise di smettere di vendere i suoi dipinti. Le sue opere divennero, quindi, più libere, e iniziò a dipingere soprattutto il tema dei quattro gentiluomini, simbolo di resistenza e forza interiore, con cui si identificava. Un mecenate che apprezzava particolarmente le opere di Kōran era Kido Takayoshi, per cui l'artista dipinse il Paesaggio della Villa del Pruno; la varietà delle pennellate e minore rispetto a opere precedenti, ma il dipinto riflette meglio la personalità di Kōran. Il dipinto era accompagnato da una poesia che si ritrova su un dipinto più tardo di Kōran, del 1876, il cui soggetto era un ramo di prugno, caratterizzato da pennellate vigorose e armonia tra dipinto e calligrafia. 
Kōran continuò a scrivere e dipingere fino alla sua morte nel 1879.